# Valentino Degani
Valentino Degani (14. únor 1905 Badia Polesine, Italské království – 8. listopad 1974 Bollate, Itálie) byl italský fotbalový brankář.
Fotbalovou kariéru začal v Miláně v klubu Inter. Kromě jedné sezony 1925/26 které odehrál za Treviso byl věrný k Nerazzurri, se kterou hrál více než deset let. S klubem získal jeden titul v lize v sezoně 1929/30. Mezi fanoušky byl velmi oblíben a dali mu přezdívku panter. Kariéru zakončil v třetiligovém klubu Biellese v roce 1940.
Za reprezentaci nikdy neodchytal utkání, ale byl v nominaci na OH 1928, kde získal bronzovou medaili.

## Hráčská statistika
| Sezóna  | Klub             | Liga      | Liga   | Liga       | Ligové poháry | Ligové poháry | Ligové poháry | Kontinentální poháry | Kontinentální poháry | Kontinentální poháry | Celkem | Celkem   |
| Sezóna  | Klub             | Soutěž    | Zápasy | Obdr. Góly | Soutěž        | Zápasy        | Góly          | Soutěž               | Zápasy               | Góly                 | Zápasy | Góly     |
| ------- | ---------------- | --------- | ------ | ---------- | ------------- | ------------- | ------------- | -------------------- | -------------------- | -------------------- | ------ | -------- |
| 1924/25 | Inter            | 1. Divize | 6      | -14        | -             | 0             | 0             | -                    | 0                    | -0                   | 6      | -14      |
| 1925/26 | Treviso          | 2. Divize | 10     | -?         | -             | 0             | 0             | -                    | 0                    | -0                   | 10     | -?       |
| 1926/27 | Ambrosiana-Inter | 1. Divize | 23     | -28        | -             | 0             | 0             | -                    | 0                    | -0                   | 23     | -28      |
| 1927/28 | Ambrosiana-Inter | 1. Divize | 33     | -63        | -             | 0             | 0             | -                    | 0                    | -0                   | 33     | -63      |
| 1928/29 | Ambrosiana-Inter | 1. Divize | 27     | -30, 1     | -             | 0             | 0             | Stř.P                | 5                    | -12                  | 32     | -42, 1   |
| 1929/30 | Ambrosiana-Inter | Serie A   | 29     | -33        | -             | 0             | 0             | -                    | 0                    | -0                   | 29     | -33      |
| 1930/31 | Ambrosiana-Inter | Serie A   | 13     | -14        | -             | 0             | 0             | -                    | 0                    | -0                   | 13     | -14      |
| 1931/32 | Ambrosiana-Inter | Serie A   | 16     | -24        | -             | 0             | 0             | -                    | 0                    | -0                   | 16     | -24      |
| 1932/33 | Ambrosiana-Inter | Serie A   | 1      | -5         | -             | 0             | 0             | Stř.P                | ?                    | -?                   | 1+     | -5+      |
| 1935/36 | Ambrosiana-Inter | Serie A   | 8      | -8         | IP            | 1             | -1            | Stř.P                | 1                    | -3                   | 10     | -12      |
| 1936/37 | Ambrosiana-Inter | Serie A   | 9      | -10        | IP            | 3             | -4            | -                    | 0                    | -0                   | 12     | -14      |
| 1937    | Biellese         | Serie C   | ?      | -?         | IP            | 1             | -4            | -                    | 0                    | -0                   | 1+     | -4+      |
| 1937/38 | Biellese         | Serie C   | ?      | -?         | IP            | ?             | -?            | -                    | 0                    | -0                   | ?      | -?       |
| 1938/39 | Biellese         | Serie C   | ?      | -?         | IP            | 1             | -2            | -                    | 0                    | -0                   | 1+     | -2+      |
| 1939/40 | Biellese         | Serie C   | ?      | -?         | IP            | 1             | -3            | -                    | 0                    | -0                   | 1+     | -3+      |
| Celkově | Celkově          | Celkově   | 175+   | -229+, 1   | -             | 7+            | -14+          | -                    | 6+                   | -15+                 | 188+   | -258+, 1 |

## Úspěchy

### Klubové
- 1× vítěz italské ligy (1929/30)

### Reprezentační
- 1× na OH (1928 – bronz)